# جنگل‌های مرگور
جنگل‌های مرگور در روستای باوان در نوی و  کچله و روستای خوراسب در شهر ارومیه در آذربایجان غربی واقع هستند.جنگلهای کچله دارای درختچه های سماق و گردو زالزالک و ... می باشند . ولی در جنگلهای باوان و نوی درختان گردو و زالزالک و بادام وحشی وبلوط بیشتر وجود دارند  . 